# Osceola, Arkansas
Osceola är en stad (city) i Mississippi County, i delstaten Arkansas, USA. Enligt United States Census Bureau har staden en folkmängd på 7 673 invånare (2011) och en landarea på 25,4 km². Osceola är huvudort i Mississippi County.